# Christian Cannabich

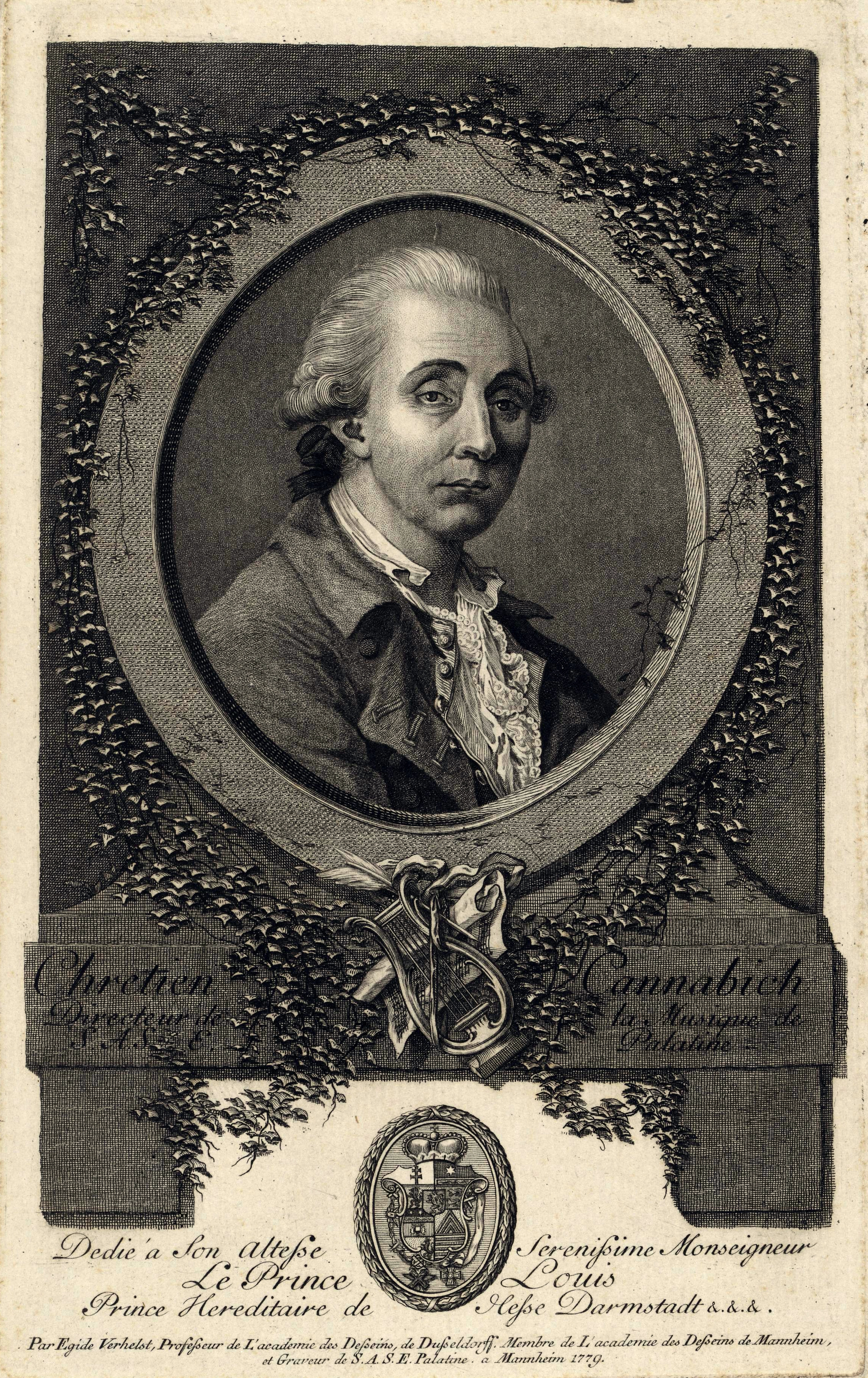
Christian Cannabich

Johann Christian Innocenz Bonaventura Cannabich (getauft 28. Dezember 1731 in Mannheim; † 20. Januar 1798 in Frankfurt am Main) war ein deutscher Violinist, Kapellmeister, Komponist und wichtiger Vertreter der Mannheimer Schule.
Am häufigsten wird er Christian Cannabich (vereinzelt auch Canabich) genannt. Er zählt mit Johann Stamitz, seinem Vorgänger als Mannheimer Chefdirigent, zu den Wegbereitern der Wiener Klassik. 1777/78 betreute er den jungen Mozart bei dessen Aufenthalt in Mannheim und erörterte mit ihm die Entwicklung der deutschen Oper.

## Leben
Cannabich, ein Sohn des Komponisten und Flötisten Martin Friedrich Cannabich, trat bereits mit 12 Jahren als Geiger in das berühmte Mannheimer Hoforchester unter Johann Stamitz ein, der sein Lehrer wurde. Schnell stieg er zum Konzertmeister auf. Kurfürst Karl Theodor von der Pfalz erlaubte ihm zwischen 1750 und 1753 Studien in Italien, wo er mit Niccolò Jommelli arbeitete. Nach dem Tode von Stamitz 1757 übernahm er die Stelle des Kapellmeisters und wurde somit Leiter des zur damaligen Zeit berühmtesten Orchesters. Die Söhne seines Vorgängers, Carl und Anton Stamitz waren seine Schüler. Als Vertreter der jüngeren Mannheimer Generation hatte er großen Einfluss auf das spätere Schaffen von Wolfgang Amadeus Mozart und seinen Zeitgenossen.
1759 heiratete er Marie Elisabeth de la Motte, eine Kammerdienerin der Herzogin von Zweibrücken. Über die Kontakte des Herzogs von Zweibrücken wurden Cannabichs Werke 1764 in Paris aufgeführt; während dieser Zeit lebte er im Palast des Herzogs. 1766 reiste er zum zweiten Mal nach Paris und erhielt die Möglichkeit, sechs Sinfonien und sechs Trios zu veröffentlichen. Nach 1766 wurden die meisten seiner Werke in Paris gedruckt. Bei einem weiteren Aufenthalt in der französischen Hauptstadt trat er als Solist bei den Concerts Spirituels in Erscheinung.
Nachdem 1778 Kurfürst Karl Theodor zum Kurfürsten von Bayern ernannt wurde und seine Residenz nach München verlegen musste, übernahm Cannabich ebenfalls die Leitung der Instrumentalmusik in München. Sein Haus war jederzeit für Musiker geöffnet. Neben zahlreichen anderen lebte Wolfgang Amadeus Mozart 1777 in seinem Haus und erteilte Cannabichs Tochter Rosine Klavierunterricht; er widmete ihr die Klaviersonate Nr. 7 KV 309. In einem Schreiben an seinen Vater vermerkt Mozart „Ich kann nicht beschreiben welch ein guter Freund Cannabich für mich ist“. Nach 1790 wurde Cannabichs Salär auf ein Drittel gekürzt, deshalb unternahm er mehrere Konzertreisen, um sein Einkommen zu verbessern. Er starb 1798 in Frankfurt am Main während eines Besuches bei seinem Sohn Carl, der ebenfalls Komponist war.

## Werke
- rund 90 Sinfonien
- 40 Ballette
- Kammermusiken
- 1 Oper
- Elektra (Melodram, Libretto von Wolfgang Heribert von Dalberg[2])